# 特溫萊克斯鎮區 (明尼蘇達州馬諾門縣)
特溫萊克斯鎮區（英語：Twin Lakes Township）是位於美國明尼蘇達州馬諾門縣的一個行政鎮區。

## 地方資料
特溫萊克斯鎮區的面積為93.16平方千米，當中陸地面積為84.99平方千米，而水域面積為8.17平方千米。根據2020年美國人口普查的數據，當地共有人口727人，而人口密度為每平方千米7.8人。